# سه‌گانه بک (کاردیولوژی)
سه گانهٔ بک (به انگلیسی: Beck's triad) مجموعه‌ای از سه علامت پزشکی مرتبط با تامپوناد حاد قلبی است، یک وضعیت اورژانس پزشکی است که زمانی اتفاق می‌افتد که مایع بیش از حد در کیسه پریکارد در اطراف قلب جمع شود و توانایی آن در پمپاژ خون را مختل کند. علائم آن فشار خون شریانی پایین، رگ‌های گردن متسع، و صداهای دور و خفه‌شده قلب هستند.
فشار نبض ضعیف نیز ممکن است مشاهده شود. این مفهوم در سال ۱۹۳۵ توسط کلود بک، رزیدنت و بعداً استاد جراحی قلب و عروق در دانشگاه کیس وسترن ریزرو به وجود آمد.

## اجزا
اجزاء عبارتند از:
1. افت فشار خون همراه با فشار نبض ضعیف
2. اتساع ورید ژوگولار (JVD)
3. صدای قلب خفه شده

## فیزیولوژی
کاهش فشار خون شریانی ناشی از تجمع مایع پریکارد در داخل کیسه پریکارد است که حداکثر اندازه بطن‌ها را کاهش می‌دهد. این امر انبساط دیاستولیک (پر شدن) را محدود می‌کند که منجر به کاهش EDV (حجم دیاستولیک پایانی) می‌شود که حجم ضربه‌ای را کاهش می‌دهد که عامل اصلی تعیین‌کننده فشار خون سیستولیک است. این مطابق با قانون فرانک-استارلینگ است که توضیح می‌دهد وقتی بطن‌ها با حجم بیشتری از خون پر می‌شوند، بیشتر کشیده می‌شوند و نیروی انقباضی آن‌ها افزایش می‌یابد، در نتیجه باعث افزایش فشار خون سیستولیک می‌شود.
افزایش فشار ورید مرکزی با اتساع وریدهای ژوگولار در حالی که در وضعیت غیر درازکش قرار دارید مشهود است. علت آن کاهش پر شدن دیاستولیک بطن راست به دلیل فشار از کیسه پریکارد اتساع‌یافته‌است. این منجر به ذخیره مایع در وریدها می‌شود که به قلب تخلیه می‌شود، به ویژه وریدهای ژوگولار. در هیپوولمی شدید، وریدهای گردن ممکن است متسع نشوند.
صداهای سرکوب شده قلب به دلیل اثرات خفه کننده مایع اطراف قلب رخ می‌دهد.

## استفاده بالینی
اگر چه سه‌گانه کامل فقط در تعداد کمی از موارد تامپوناد حاد قلبی وجود دارد، وجود سه‌گانه برای این بیماری پاتوژنومیک در نظر گرفته می‌شود.